# Mistrzostwa Świata C w Piłce Ręcznej Kobiet 1988
Mistrzostwa Świata C w Piłce Ręcznej Kobiet 1988 – drugie mistrzostwa świata C w piłce ręcznej kobiet, oficjalny międzynarodowy turniej piłki ręcznej organizowany przez IHF służący jako kwalifikacja do Mistrzostw Świata B 1989. Odbył się w dniach 26 października – 1 listopada 1988 roku we Francji.

## Faza grupowa

### Grupa A
| 26 października 1988 | Islandia | 24:11(11:6) | Grecja | Dreux |
| 26 października 1988 |          | 24:11(11:6) |        | Dreux |

| 26 października 1988 | Francja | 22:13(13:6) | Portugalia | Dreux |
| 26 października 1988 |         | 22:13(13:6) |            | Dreux |

| 27 października 1988 | Hiszpania | 17:10(9:4) | Portugalia | Vernouillet |
| 27 października 1988 |           | 17:10(9:4) |            | Vernouillet |

| 27 października 1988 | Francja | 29:8(13:6) | Grecja | Vernouillet |
| 27 października 1988 |         | 29:8(13:6) |        | Vernouillet |

| 28 października 1988 | Portugalia | 26:8(9:5) | Grecja | Dreux |
| 28 października 1988 |            | 26:8(9:5) |        | Dreux |

| 28 października 1988 | Hiszpania | 19:12(8:4) | Islandia | Dreux |
| 28 października 1988 |           | 19:12(8:4) |          | Dreux |

| 30 października 1988 | Hiszpania | 31:8(14:6) | Grecja | Dreux |
| 30 października 1988 |           | 31:8(14:6) |        | Dreux |

| 30 października 1988 | Francja | 16:12(7:4) | Islandia | Dreux |
| 30 października 1988 |         | 16:12(7:4) |          | Dreux |

| 31 października 1988 | Islandia | 19:19(9:12) | Portugalia | Dreux |
| 31 października 1988 |          | 19:19(9:12) |            | Dreux |

| 31 października 1988 | Francja | 16:12(7:7) | Hiszpania | Dreux |
| 31 października 1988 |         | 16:12(7:7) |           | Dreux |

### Grupa B
| 26 października 1988 | Belgia | 18:17(9:7) | Włochy | Chartres |
| 26 października 1988 |        | 18:17(9:7) |        | Chartres |

| 26 października 1988 | Holandia | 19:8(8:3) | Szwajcaria | Chartres |
| 26 października 1988 |          | 19:8(8:3) |            | Chartres |

| 27 października 1988 | Szwecja | 16:12(8:5) | Szwajcaria | Château Vaux |
| 27 października 1988 |         | 16:12(8:5) |            | Château Vaux |

| 27 października 1988 | Holandia | 15:8(4:3) | Belgia | Château Vaux |
| 27 października 1988 |          | 15:8(4:3) |        | Château Vaux |

| 28 października 1988 | Szwajcaria | 16:12(5:6) | Belgia | Bonneval |
| 28 października 1988 |            | 16:12(5:6) |        | Bonneval |

| 28 października 1988 | Szwecja | 30:10(13:6) | Włochy | Bonneval |
| 28 października 1988 |         | 30:10(13:6) |        | Bonneval |

| 30 października 1988 | Szwecja | 23:9(12:6) | Belgia | Mainvilliers |
| 30 października 1988 |         | 23:9(12:6) |        | Mainvilliers |

| 30 października 1988 | Holandia | 28:16(17:6) | Włochy | Mainvilliers |
| 30 października 1988 |          | 28:16(17:6) |        | Mainvilliers |

| 31 października 1988 | Szwajcaria | 24:17(8:8) | Włochy | Chartres |
| 31 października 1988 |            | 24:17(8:8) |        | Chartres |

| 31 października 1988 | Szwecja | 26:17(16:9) | Holandia | Chartres |
| 31 października 1988 |         | 26:17(16:9) |          | Chartres |

## Faza pucharowa

### Mecz o miejsca 9–10
| 1 listopada 1988 | Włochy | 19:14(10:9) | Grecja |  |
| 1 listopada 1988 |        | 19:14(10:9) |        |  |

### Mecz o miejsca 7–8
| 1 listopada 1988 | Portugalia | 18:17(10:11) | Belgia |  |
| 1 listopada 1988 |            | 18:17(10:11) |        |  |

### Mecz o miejsca 5–6
| 1 listopada 1988 | Islandia | 19:17(6:10) | Szwajcaria |  |
| 1 listopada 1988 |          | 19:17(6:10) |            |  |

### Mecz o miejsca 3–4
| 1 listopada 1988 | Hiszpania | 19:17(9:10) | Holandia |  |
| 1 listopada 1988 |           | 19:17(9:10) |          |  |

### Mecz o miejsca 1–2
| 1 listopada 1988 | Szwecja | 19:18(9:8) | Francja |  |
| 1 listopada 1988 |         | 19:18(9:8) |         |  |

## Klasyfikacja końcowa
| Miejsce | Reprezentacja | Uwagi            |
| ------- | ------------- | ---------------- |
| złoto   | Szwecja       | awans: MŚ B 1989 |
| srebro  | Francja       | awans: MŚ B 1989 |
| brąz    | Hiszpania     | -                |
| 4       | Holandia      | awans: MŚ B 1989 |
| 5       | Islandia      | -                |
| 6       | Szwajcaria    | -                |
| 7       | Portugalia    | -                |
| 8       | Belgia        | -                |
| 9       | Włochy        | -                |
| 10      | Grecja        | -                |